# Súng phóng lựu Taubin
Súng phóng lựu Taubin hay còn gọi là AG-2 là loại súng phóng lựu tự động được phát triển bởi Yakov Grigorevich Taubin khoảng năm 1935 đến 1938 và từng mang ra thử nghiệm trong chiến tranh thế giới lần thứ hai. Nó có khá nhiều mẫu thiết kế nhưng hầu hết sử dụng loại đạn 40,8 mm nổ mảnh với hộp đạn rời cũng như có thể chọn chế độ bắn. Loại súng này được thiết kế nhỏ nhẹ nhằm để thay thế loại súng cối 50 mm giúp việc di chuyển trở nên dễ dàng và cơ động cơ. Tuy nhiên loại súng này không bao giờ qua được giai đoạn thử nghiệm vì nhà thiết kế của chúng là Taubin đã bị bắt và tử hình trong cuộc đại thanh trừng năm 1941.

## Lịch sử
Trong đầu những năm 1930 các nhà thiết kế vũ khí của Liên Xô đã bắt tay vào phát triển các mẫu vũ khí để có thể làm tăng sức mạnh hỏa lực của lực lượng bộ binh. Cuối tháng 8 năm 1931 học sinh của Viện Công nghệ Odessa là Yakov Grigorevich Taubin đã gửi một bản thiết kế phác thảo của mình về một loại súng phóng lựu có khả năng bắn liên tiếp loại lựu đạn 40,8 mm Dyakonov.
Sau nhiều tháng bàn luận về đề xuất của Taubin trong việc việc tạo ra một nguyên mẫu của loại súng này tại nhà máy sản xuất vũ khí Kovrov INZ-2 của Liên Xô. Taubin đã rời trường đại học mà mình đang học để đến Kovrov cho việc theo đuổi thiết kế của mình. Và tại đây ông đã thực hiện hai thiết kế của loại súng này với hai cách nạp đạn là theo chiều dọc và theo chiều ngang.
Năm 1934 thì Cục thiết kế Taubin được thành lập tách biệt với các cục phát triển khác của quân đội tập hợp những người đam mê làm việc dưới sự chỉ đạo của Taubin. Đến năm năm 1937 thì cục đổi tên thành OKB-16 để nhập vào khối công nghiệp quốc phòng Liên Xô. Khi đó nhân viên tại đây là khoảng 50 người tập trung hoàn toàn vào việc phát triển lựu đạn đẩy và bay theo đường đạn, dưới sự lãnh đạo của Taubin một thiết kế súng phóng lựu tự động thật sự đã bắt đầu hình thành.
Mẫu thử nghiệm đầu tiên được chế tạo năm 1935 sử dụng cơ chế nạp đạn blow để nạp đạn tự động, với hộp đạn rời chứa 5 quả lựu đạn, khẩu súng đã cho thấy hiệu quả sát thương của mình. Với mẫu này Taubin đã tạo ra một loại đầu đạn với mới với một quả lựu 40,8 mm nổ mảnh và một túi chứa thuốc nổ nhỏ gắn phía sau làm thuốc đẩy. Tuy nhiên lượng thuốc đẩy này quá nhỏ để có thể cung cấp đủ lực cho việc nạp đạn tự động hoạt động một cách đáng tin cậy, vì thế nên Taubin đã tiến hành thiết kế lại khẩu súng.
Đến năm 1936 một mẫu mới đã được chế tạo. Để tăng độ tin cậy của súng Taubin đã thay cơ chế nạp đạn blowback bằng cơ chế nạp đạn bằng độ giật lùi nòng dài để có thể hấp thu nhiều nhất có thể lực giật mà viên đạn tạo ra để phục vụ cho việc nạp đạn. Tốc độ bắn của mẫu này giới hạn từ 50 - 60 viên/phút. Tuy nhiên sau đó Taubin đã tăng tốc độ bắn lên 440-460 viên/phút và nạp đạn bằng dây đạn khi thấy rằng thuốc phóng cho phép bắn với tốc độ đó mà không làm quá nóng súng cũng như nòng súng có thể chịu được tốc độ bắn như thế mà không bị hỏng khi bắn hết dây. Tầm bắn của mẫu này là 1200 m.
Kể từ năm 1933 loại lựu đạn 40,8 mm đã được nghiên cứu và cho ra nhiều biến thể khác nhau. Đến năm 1937 thì OKB-16 đã làm 12 mẫu của loại lựu đạn này trong khi nhà máy sản xuất vũ khí Kovrov INZ-2 lại làm ra thêm 24 mẫu. Đến cuối năm 1937 thì Taubin đã cho ba sư đoàn bắn thử nghiệm hết các loại lựu đạn này và nhận được nhiều đánh giá tích cực cùng với một kết luận là có thể tăng tốc độ bắn lên thêm 100 viên/phút.
Ban đầu loại súng này được gắn trên bệ chống gắn bánh xe của súng PM M1910 để tiện cho việc di chuyển nhưng nó quá nặng với bộ binh với trọng lượng 73 kg. Đến năm 1939 thì Taubin đã loại bỏ được một lượng lớn trọng lượng và kéo nó xuống còn 45,5 kg và việc giảm trọng lượng này không làm ảnh hưởng đến hỏa lực của súng. Khi đó nó trở nên dễ dàng để vác đi hay kéo trên bệ chống gắn bánh xe hoặc trên các ván trượt vào mùa đông.
Tháng 11 năm 1938, một mẫu thử nghiệm đã được gắn ở vị trí của các khẩu pháo tự động ShVAK trên cả các phương tiện bọc thép cũng như bệ chống cố định. Ngoài ra một lượng nhỏ cũng được lực lượng NKVD thử nghiệm và nhận được các đánh giá tích cực. Đến cuối năm 1938 thì việc thử nghiệm đã hoàn tất, quân đội gọi loại súng này là AG-2 cũng như sẵn sàng thử nghiệm để có thể đưa vào biên chế. Các thử nghiệm của quân đội đã được thực hiện trong cuộc chiến tranh Liên Xô-Phần Lan. Trong cuộc chiến này loại súng phóng lựu tự động này đã chứng tỏ hiệu quả cao của mình trong việc chống lại bộ binh đối phương nhưng cũng bộc lộ các khiếm khuyết như thời gian sử dụng khá ngắn, có thể bị kẹt đạn trong điều kiện thời tiết khắc nghiệt. Các khiếm khuyết đã được ghi nhận và đánh giá như những việc cần giải quyết trong tương lai. Và chúng sẽ được giải quyết bằng việc phát triển một chất bôi trơn mới không đóng băng ở nhiệt độ cực thấp, loại chất hãm ngăn không cho các thiết bị chuyển động bị mòn quá nhanh, cải thiện vật liệu cũng như phát triển bộ phận tản nhiệt mới cho súng.
Sau việc thử nghiệm trên chiến trường thì AG-2 được nghiên cứu về mặt công nghiệp và kinh tế, nơi mà nó bị thấy là có chi phí quá cao để sản xuất với số lượng lớn vì thiết các chi tiết khá phức tạp cũng như vật liệu làm loại súng này phải được tinh luyện theo phương pháp khá khó khăn thời đó.
Tuy nhiên việc tối ưu hóa sản xuất không bao giờ được thực hiện và việc chế tạo loại súng này cũng bị dừng lại vì Taubin đã bị bắt và tử hình trong cuộc đại thanh trừng năm 1941. Việc phát triển loại súng phóng lựu tự động này đã khiến cho các loại súng cối trở nên lỗi thời, nhưng súng cối vẫn giành được chiến thắng trong việc chọn để đưa vào biên chế cho các lực lượng pháo binh vì chúng đơn giản và rẻ hơn cho việc chế tạo hàng loạt. Taubin đã đi quá xa trong việc chỉ trích sự lựa chọn này nên ông đã bị bắt và tử hình với tội danh phá hoại. Dù vậy thiết kế của Taubin đã được sử dụng trong các thiết kế súng phóng lựu tự động được phát triển sau đó khi lực lượng quân đội nhận ra tầm quan trọng của loại vũ khí này trong các chiến trường hiện đại cũng như công nghệ đã phát triển đủ để sản xuất hàng loạt mà không gặp khó khăn.